# Molí Vell (Alforja)
Molí Vell és una obra d'Alforja (Baix Camp) inclosa a l'Inventari del Patrimoni Arquitectònic de Catalunya.

## Descripció
Molí situat a la zona coneguda com los Molinassos, de l'Alforja, on se situaven en origen també el Molí Nou i el Molí d'en Mig (d'aquest últim, no es conserva res).
Es tracta d'una estructura arquitectònica de planta rectangular bastida amb pedra escairada i morter. Tot i que la teulada està parcialment enderrocada, els murs es mantenen en peu, de la mateixa manera que la distribució interior dels pisos, al llarg dels quals es disposava la maquinària. Encara es conserva una mola. L'accés, actualment tapiat, es donava a partir d'una obertura en forma d'arc de mig punt fet amb blocs de pedra escairada.
Es conserva també la bassa, que ha sofert alteracions posteriors.

## Història
Fitxa F30 Agents Rurals: 2014.
Alta l'IPAC- VRA